# WTA Championships de 1980
O WTA Championships de 1980 foi um torneio profissional de tênis feminino. Foi a nona edição do torneio. Ela ocorreu no Madison Square Garden em Nova Iorque, Estados Unidos, entre 17 e 23 de março de 1980.

## Campeões

### Simples
- Tracy Austin der.  Martina Navratilova, 6-2, 2-6, 6-2.[2]

### Duplas
- Billie Jean King /  Martina Navratilova def.  Rosemary Casals /  Wendy Turnbull, 6-3, 4-6, 6-3.[3]